# Alfonso Belfiore
Alfonso Belfiore (Noto, 22 giugno 1954) è un compositore italiano.

## Biografia
Ha compiuto studi musicali in pianoforte con Antonio Bacchelli, e in composizione con Gaetano Giani Luporini e Giacomo Manzoni al conservatorio di Firenze e al conservatorio “Giuseppe Verdi” di Milano; ha studiato anche organo con Alessandro Esposito e direzione d'orchestra con Luciano Rosada e Gianluigi Gelmetti.
Dal 1977 si è dedicato alla ricerca e alla sperimentazione nell'ambito delle nuove tecnologie elettroniche ed informatiche applicate alla composizione musicale, sconfinando anche in contesti più estesi, abbracciando varie forme di espressione artistica come la poesia, il teatro, la danza e l'immagine elettronica. 

Ha preso parte a progetti multimediali sviluppando, attraverso l'uso delle tecnologie elettroniche ed informatiche, interazioni complesse tra gesto, suono, natura, immagine e parola, approfondendo anche i rapporti tra composizione musicale, calcolo combinatorio e processi algoritmici.
È attualmente titolare della Cattedra di Musica elettronica e Coordinatore del Dipartimento di Musica e Nuove Tecnologie del Conservatorio “Luigi Cherubini” di Firenze, dal 1980 al 1992 è stato titolare della stessa cattedra presso il Conservatorio “Cesare Pollini” di Padova. È inoltre presidente dell'"Istituto Internazionale Arte e Tecnologia" e direttore artistico di "Progetto Fortissimo"
Per diversi anni ha svolto attività di ricerca come collaboratore del Consiglio Nazionale delle Ricerche presso il reparto di Informatica musicale di Pisa; in quel contesto ha realizzato i suoi primi lavori di computer music con il terminale audio "TAU2" (1977-1982), particolare prototipo progettato e costruito appositamente per le ricerche nell'ambito della sintesi sonora dagli istituti del C.N.R..
Nel 1984 è cofondatore a Lucca del “Vecchio Mulino”, centro di progettazione e produzione di musica e teatro, mentre nel 1994 crea sempre a Lucca l'"Istituto Internazionale Arte e Tecnologia", con il quale si occupa di promozione e diffusione della cultura artistica contemporanea.
Nell'ambito della ricerca per la didattica musicale, partecipa alla fondazione e allo sviluppo di alcune esperienze pilota quali la Scuola di musica di Scandicci (1980-1984), il Progetto di educazione musicale per la Comunità montana del Mugello, l'"Ars Nova" di Certaldo, il Centro Educazione Musicale (CEM) di Lucca collaborando anche con la Società Italiana di Educazione Musicale (SIEM) e con personalità quali Boris Porena, Carlo Delfrati, ed altri.
Con incarico del C.N.R. ha partecipato ai lavori di due Commissioni di studio per la costituzione del “Polo europeo per le tecnologie avanzate multimediali”: la Commissione per la sperimentazione, ricerca e sviluppo relativo all'hi-tech multimediale e la Commissione per la costituzione di una struttura formativa nel settore delle tecnologie avanzate per l'elaborazione dell'immagine e del suono, presieduta dalla regista Lina Wertmüller.
Dal 1994 al 2000 è stato invitato a New York come "visiting professor" della New York University, dove ha tenuto incontri e laboratori di composizione musicale elettroacustica e multimediale, realizzando diversi lavori per il New Music and Dance Ensemble della stessa università (tra cui “La città sommersa”, “Musica per un incantesimo”, “Sincronie interattive”, lavori eseguiti in varie città degli Stati Uniti ed in Italia).
È ideatore e direttore artistico della Rassegna multimediale annuale Il Corpo/La Luce/Il Suono e ideatore e direttore artistico di Diffrazioni/Firenze multimedia Festival, festival internazionale biennale di opere multimediali (www.diffrazionifestival.com).
I suoi lavori musicali sono stati eseguiti in vari festival e convegni internazionali di musica contemporanea a Edimburgo, Bruxelles, New York, Filadelfia, Montréal, Biennale di Venezia, Roma, Padova, Milano, Firenze, Ravenna, Como, ecc.

## Opere principali
- Aegror per elaboratore elettronico (1979), lavoro premiato al Primo Concorso Internazionale di Composizione Elettroacustica “Luigi Russolo” (Varese, 1979)
- Sator per computer (1979)
- Nupea per computer (1980)
- Es – Male di vivere per coro misto e strumenti (1982)
- Teneri mormorii degli astri, sinfonia concertante per Voci Umane, Strumenti e Corpi Celesti (1987-1989 ), opera multimediale su testi di Philippe Soupault, André Breton, Guillaume Apollinaire, Italo Calvino, elaborazione di Aldo Innocenti
- For Electra, opera di teatro musicale (1990), unico lavoro italiano selezionato “Yellow Springs Festival” di Filadelfia
- The waste land per voce recitante, percussione, nastro magnetico e live electronics (1988), su testo di T. S. Eliot
- Creatura di sabbia per percussione, nastro magnetico e computer, opera di teatro-danza (1993), ispirato all'omonimo romanzo di Tahar Ben Jelloun
- A mar mediterraneo per flauto, contrabbasso e computer, musiche per un'opera di teatro-danza (1993)
- Exescuriale, opera di teatro musicale (1995), tratto dall'Escuriale di Ghelderode
- La città sommersa per strumenti e computer (1996)
- Per caso, musica per immagini (1997)
- Sincronie interattive per strumenti e computer (1997)
- Il poeta in gabbia, opera di teatro musicale (1998), su testi di Ezra Pound
- Tra le cose tenute per tarogató e computer interattivo (1999)
- Musica per un incantesimo per strumenti e computer (2000)

## Discografia
Alfonso Belfiore ha al suo attivo due CD; il primo, “Expanding Horizons”, prodotto dalla Capstone, contiene il lavoro “La città sommersa” (per strumenti, tape e live electronics) eseguita dalla NYUNME con la direzione di Esther Lamneck.

Il secondo CD, “Tarogató”, è prodotto dalla Roméo Records (distribuito da Qualiton) e contiene il brano “Tra le cose tenute” per tarogató e computer interattivo, eseguito da Esther Lamneck.